# Oedaleus sarasini
Oedaleus sarasini är en insektsart som beskrevs av Henri Saussure 1884. Oedaleus sarasini ingår i släktet Oedaleus och familjen gräshoppor. Inga underarter finns listade i Catalogue of Life.